# Bistum Nuevo Laredo
Das Bistum Nuevo Laredo (lat.: Dioecesis Novolaredensis, span.: Diócesis de Nuevo Laredo) ist eine in Mexiko gelegene römisch-katholische Diözese mit Sitz in Nuevo Laredo. Ihr Gebiet umfasst die Municipios Anáhuac, Bustamante, Lampazos, Parás, Sabinas Hidalgo, Vallecillo und Villaldama im Bundesstaat Nuevo Léon sowie die Municipios Nuevo Laredo, Miguel Aleman, Mier und Guerrero im Bundesstaat Tamaulipas.

## Geschichte
Das Bistum Nuevo Laredo wurde am 6. November 1989 durch Papst Johannes Paul II. mit der Apostolischen Konstitution Quo facilius aus Gebietsabtretungen des Erzbistums Monterrey und des Bistums Matamoros errichtet und dem Erzbistum Monterrey als Suffraganbistum unterstellt.

## Bischöfe von Nuevo Laredo
- Ricardo Watty Urquidi MSpS, 1989–2008, dann Bischof von Tepic
- Gustavo Rodríguez Vega, 2008–2015, dann Erzbischof von Yucatán
- Enrique Sánchez Martínez, 2015–2023, dann Bischof von Mexicali
- Sedisvakanz, seit 2023